# Ozineus doctus
Ozineus doctus là một loài bọ cánh cứng trong họ Cerambycidae.